# 坪山仡佬族侗族乡
坪山仡佬族侗族乡是中华人民共和国贵州省铜仁市石阡县下辖的一个民族乡。

## 行政区划
坪山仡佬族侗族乡下辖以下村级行政区划单位：
凤凰屯村、老寨村、牛场村、长溪村、坪岭村、佛顶山村、大坪村和坪贯村。